# Lassar Cohn
Lassar Cohn (* 6. September 1858 in Hamburg; † 9. Oktober 1922 in Königsberg, Ostpreußen) war ein deutscher Chemiker, Hochschullehrer und Sachbuchautor. Viele seiner Schriften veröffentlichte er mit der Autorenangabe Lassar-Cohn.

## Leben
Lassar Cohn besuchte das Gymnasium in Königsberg; er studierte an den Universitäten von Heidelberg, Bonn und Königsberg Chemie und promovierte im Jahr 1880 zum Dr. phil. Cohn wurde 1888 habilitiert und zum Privatdozenten an der Universität Königsberg ernannt und 1894 als Professor berufen. 1897 wechselte er an die Ludwig-Maximilians-Universität München, beendete diese Lehrtätigkeit jedoch schon im Folgejahr. Nachdem er mehrere Jahre als Privatgelehrter geforscht hatte, lehrte er von 1902 bis 1907 wieder an der Universität Königsberg. Anschließend arbeitete er praktisch als Leiter verschiedener chemischer Fabriken.
Cohn hielt öffentliche populäre Vorträge über Chemie, die er in zahlreichen Büchern veröffentlichte. Weiterhin verfasste er neben zahlreichen Fachbeiträgen Bücher über Arbeitsmethoden in organisch-chemischen Laboratorien, über Gallensäuren von Rindern und Menschen und den Band „Praxis der Harnanalyse“, der zuletzt noch 1951 neu aufgelegt wurde.

## Schriften
- Moderne Chemie. Zwölf Vorlesungen für Ärzte. 1891.
- Praxis der Harnanalyse. 1897 / 2. Auflage 1898 
Praxis der chemischen und mikroskopischen Harnanalyse für Mediziner, Apotheker und Chemiker. 9., von Hans Kaiser vollständig umgearbeitete und erweiterte Auflage, Barth, Leipzig 1951.[3]
- Die Säuren der Rinder und Menschengalle. 1898.
- Arbeitsmethoden für organisch-chemische Laboratorien. 3. Auflage, 1902.
- Einführung in die Chemie in leichtfasslicher Form. 2. Auflage, 1903.
- Die Chemie im Täglichen Leben. 5. Auflage, 1903. (übersetzt in mehrere europäische Sprachen und in Hebräisch)
12., von M. Mechling neubearbeitete Auflage, Leopold Voß, Leipzig 1930.
- Die Chemische Industrie. (= Das Buch der Erfindungen, Gewerbe, und Industrien, Band 7.)

als Überarbeiter:
- Ad[olf] Stöckhardts Schule der Chemie oder erster Unterricht in der Chemie, versinnlicht durch einfache Versuche. Zum Schulgebrauch und zur Selbstbelehrung, insbesondere für angehende Apotheker, Landwirte, Gewerbetreibende usw. 22. Auflage, Vieweg, Braunschweig 1920.